# Cinecheck
El Cinecheck es una herramienta originalmente holandesa que se puede utilizar para determinar si ver una película, un programa de televisión o un juego de computadora es potencialmente dañino para los niños ( inspección de la película ). La ayuda es también la pauta de posible punibilidad en la categoría "a partir de los 16 años" y puede ser utilizada por el juez a tal efecto. En 2011, el décimo aniversario se celebró ampliamente con varios videos de  y preguntas, por ejemplo, mediante una encuesta realizada por Youth News .  utiliza un cuestionario uniforme para poder hacer una evaluación realista de si asignar o no un pictograma específico a películas y programas de televisión. Desde 2020, el sistema también se aplica en Bélgica, donde se lo conoce como Kijkwijzer en holandés. En 2020 también se agregaron las clasificaciones de edad de 14 años y 18 años, de las cuales la clasificación de "18 años en adelante" no está anclada en la ley y puede verse a partir de los 16 años. el anuncios se entran en www.kijkwijzer.nl.

## Descripción
El Cinecheck  ha sido establecido por el Instituto Holandés para la Clasificación de Medios Audiovisuales (NICAM) desde 2002, o al menos, los distribuidores de películas lo hacen ellos mismos después de recibir una formación en NICAM. El asesoramiento de  se aplica a casi todos los productos audiovisuales que se ofrecen en los Países Bajos, desde programas de televisión y películas cinematográficas hasta películas en DVD y vídeo . Los íconos aparecen en la pantalla al comienzo de un programa de televisión / película y aparecen en las guías de transmisión y en el empaque. La Autoridad de Medios supervisa la implementación de .  no juzga el contenido o la calidad de los programas de televisión o las películas. Las preferencias y normas de los padres difieren demasiado para esto.  solo advierte sobre imágenes potencialmente dañinas en programas de televisión o películas. Inicialmente, la premisa era que los padres mismos son responsables de lo que sus hijos pueden ver. Existe una disposición legal del gobierno adjunta a los distintos límites de edad. El  es el sucesor y una extensión importante de la Ley de proyección de películas, al expandirla para incluir las categorías de violencia, miedo, sexo, discriminación, abuso de drogas y alcohol y lenguaje soez. Además de los medios audiovisuales, los juegos (videojuegos) son evaluados con los mismos estándares por la organización paralela PEGI . Hay planes para incluir Internet bajo los términos de Cinecheck  y PEGI.
La edad con los personajes también se puede ver en casi todos los canales a través del teletexto en la página 282.
Al principio, solo se cubrían edades como: Todas los públicos (AL), (MG) 6, 12 y 16 años. MG quería mirar
Cinecheck descubrió más tarde que la brecha entre las edades de 6 y 12 años era bastante grande. Es por eso que Cinecheck estableció oficialmente la edad de 9 años o más. En 2020, Cinecheck introdujo las categorías de 14 años o más por una razón similar, y también se introdujo una categoría de 18 años o más.

## Asesoramiento y prohibiciones
Hay siete categorías, a saber:
- todos los públicos (AL)
- no recomendado para niños menores de 6 años
- no recomendado para niños menores de 9 años
- no apto para menores de 12 años
- no apto para menores de 14 años
- no apto para menores de 16 años
- no apto para menores de 18 años (legalmente cae en la categoría de menores de 16 años)

Las últimas seis categorías están indicadas por un círculo negro con el número de la edad mínima en blanco.

## Símbolos

* AL/AL Tous (todos los públicos): no dañino.
* A partir de los 6 años: la visualización es deseable para niños muy pequeños.
* A partir de los 9 años: contiene en su mayoría cosas aterradoras, dañinas para los adolescentes.
* A partir de los 12 años: películas con acciones realistas y violentas.
* A partir de los 14 años: la prohibición legal está en el Código Penal.
* A partir de los 16 años: la prohibición legal está en el Código Penal.
* A partir de los 18 años: la prohibición legal está en el Código Penal.

## Prohibición legal "a partir de los 16 años"
El carácter consultivo del Cinecheck para padres y educadores terminó inicialmente con el límite de edad de 16 años. La clasificación en la categoría "a partir de 16 años" implica la prohibición legal de que los operadores de cine admitan a jóvenes menores de dieciséis años, así como la prohibición de vender y alquilar DVD, etc. a estos jóvenes.
El artículo 240a del Código Penal se utiliza para la prohibición legal:
Quien aporte, ofrezca o exhiba una imagen, un objeto o un soporte de datos, que contenga una imagen cuya exhibición se considere perjudicial para menores de dieciséis años, será sancionado con pena privativa de libertad no mayor de un año o multa del cuarto. categoría. a un menor que él sabe o debería sospechar razonablemente que es menor de dieciséis años.
Una violación de la Sección 240a es un delito (y no una violación ). La comisión de un delito también resulta en antecedentes penales para el perpetrador. El artículo 240a tenía originalmente la intención de proteger a los jóvenes de la pornografía. Esta protección se ha ampliado para incluir las categorías de violencia, miedo, sexo, discriminación, abuso de drogas y alcohol y blasfemias. En caso de enjuiciamiento, es importante que el juez sepa si la exhibición se considera perjudicial para personas menores de dieciséis años. NICAM ha dejado esto claro con la interpretación material del Cinecheck .
En caso de duda sobre la edad, el operador del cine puede -en vista de la punibilidad- solicitar identificación o denegar el acceso. Las tiendas de videos, las tiendas y las bibliotecas también están sujetas al Código Penal y no se les permite vender o alquilar DVD (o juegos) a niños menores de los límites de edad especificados. Por cierto, un juego con una calificación de 18+ del PEGI europeo puede venderse a jóvenes a partir de los 16 años.
La edad recomendada indicada en el Cinecheck no significa que un programa de televisión o una película sea adecuado para todos los niños a partir de esa edad (por ejemplo, una película puede ser demasiado difícil, pero no dañina). El consejo tampoco implica ningún juicio sobre la calidad del programa de televisión o la película.

### Pacto (2009)
En febrero de 2009, se firmó un Pacto entre las ramas, NICAM y el Ministerio de Justicia. Esto debería conducir a una mejor aplicación de los límites de edad para los productos audiovisuales en cines, tiendas, videotecas y bibliotecas. Este pacto incluye el acuerdo de que se mantendrá el límite de edad de 16 años. Para el límite de edad de 12 años, en caso de duda, siempre se preguntará la edad a la que la respuesta se considera correcta.  El Ministro ha declarado explícitamente en el Pacto que las disposiciones se han producido como resultado del curso político actual. 
El Ministerio de Justicia ha acordado con NICAM:
- Los socios del convenio asumen la obligación de realizar los mejores esfuerzos para lograr el cumplimiento de los límites de edad 16 y 18 (PEGI) de al menos el 70%.
- Para la clasificación de 12 años, que no se puede determinar mediante documento de identidad, siempre se preguntará la edad en caso de duda; se supone que la respuesta es correcta.

Con la introducción de esta nueva política, el gobierno se ha despedido de la responsabilidad de los padres y cuidadores por sus hijos menores y del estricto papel de asesoramiento del Cinecheck desde 2002 para las categorías de edad hasta los 16 años. Los críticos de esta política creen que el gobierno aquí juega el papel maligno de "padre sustituto" y perciben el papel del gobierno para esta categoría como condescendiente (para los padres y cuidadores). Los políticos también han intervenido en esta discusión.
El ministro Hirsch Ballin se refirió a la exposición de motivos, que también indicó que las restricciones existentes en la Ley de proyección de películas con respecto a la accesibilidad de las películas para los jóvenes deben establecerse íntegramente en el reglamento de la NICAM. La Ley de exámenes de detección tenía dos límites de edad, 12 y 16 años. Esta política se reafirmó en una carta del Ministro de 21 de noviembre de 2003. A pesar del límite explícitamente establecido de 16 años o más en el Código Penal, el gobierno ha indicado que el art. 240a El Código Penal también se aplica a otras edades.
En el caso de los cines, se aplica la excepción de que los niños "uno o dos años" menores que el límite de edad de 12 pueden ser admitidos bajo la supervisión de uno de los padres. Esto significa que un niño de 11 años puede ser admitido en una película con un límite de edad de 12 años acompañado por uno de sus padres.

### Cambio en la política de admisión de cines (2012)
El 22 de agosto de 2012 la Secretaría de Estado de Seguridad y Justicia envió una carta a la Cámara de Representantes anunciando, entre otras cosas, un cambio en la política de admisión de cines. En resumen, la política de admisión se verá así:
A las 16: No 16, no hay entrada. Ni siquiera acompañado por uno de los padres.
A los 12: Los niños menores de 12 años no pueden ser admitidos sin un adulto acompañado de un adulto. Los niños menores de 12 años pueden ingresar acompañados de un adulto. El personal del cine sí señala la clasificación.

### Hacer cumplir el cumplimiento de los límites de edad
Los inspectores de la Agencia de Telecomunicaciones comprueban en nombre del Ministerio de Justicia si los vendedores, los propietarios y también los operadores de cines están cumpliendo el artículo 240a del Código Penal. Los sistemas de clasificación  y PEGI (para juegos) se utilizan para la aplicación. La Agencia de Telecomunicaciones realiza inspecciones nacionales en, por ejemplo, jugueterías, grandes almacenes, tiendas de CD y DVD, tiendas de juegos, tiendas de videos, cines, cines, eventos de juegos, etc. Los inspectores son agentes investigadores extraordinarios y pueden redactar un informe oficial al ser descubiertos.
El Pacto de 2009 dedica una atención especial a los sistemas de autoservicio para el préstamo de películas y juegos en bibliotecas (afiliadas a la VOB). Siempre que sea posible, los sistemas actuales se adaptarán de tal manera que si el carnet de la biblioteca de un menor indica una edad inferior a la clasificación de edad aplicable del producto a pedir prestado, su préstamo se bloquee automáticamente . 

## Iconos
evalúa películas y programas de televisión sobre la base de seis características sustantivas, lo que puede significar que la película recibirá una advertencia específica (por medio de un icono ):
- Miedo (una araña)
- Discriminación (una marioneta negra sobre un fondo de marionetas blancas)
- Uso de drogas y / o alcohol (una jeringa)
- Violencia (un puño)
- Lenguaje obsceno (una figura que rompe palabras)
- Sexo (dos pares de pies en forma de gancho)
- Desafíos y acrobacias peligrosas (Comportamiento peligroso)